# وادي الربابة
وادي الربابة وادي في الجنوب والغرب من مدينة القدس، يفصل بين جبل صهيون وجبل المكبر (تل أبي ثور) ينحدر من باب الخليل وهو مدخل غربي في سور المدينة القديمة، ممتدا جنوبا ثم شرقا، ويلتقي بوادي جهنم عند بئر أيوب، التي تنخفض 350 قدماً عن الحرم القدسي. يمتد هذا الوادي من مكان بالقرب من حي مأمن الله (ماميلا) إلى بركة السلطان، ويلتقي بوادي سلوان ويمثل جزئيا الخط الفاصل بين شرق المدينة وغربها.
ذُكر في التوراة باسم وادي هنوم (يشوع 8:15 ونحميا 30:11) ووادي ابن هنوم (يشوع 8:15 ونحميا 16:18)، ووادي بني هنوم (الملوك الثاني 10:23). يسمى الجزء الجنوبي الشرقي منه توقة، أو وادي القتل، ويسمى اليوم وادي ربابة. يلتقي وادي هنوم مع وادي قدرون في جنوب القدس، وبذلك فهو يحيط ووادي قدرون بالمدينة من الشرق والغرب والجنوب.
ورد في النصوص التوراتية وصف للوادي باسم جيحنم ويعتقد مفسرو الجغرافيا التوراتية بأنه وادي الربابة، ويظن آخرون أنه وادي كدرون، الوادي الرئيسي الآخر الواقع شرق المدينة بدءا من وادي الجوز.